# Grand Dérangement
Pour l'article concernant le groupe de musique, voir Grand Dérangement (groupe).
Pour le livre sur l'immigration, voir Didier Leschi#Publications.
Le Grand Dérangement constitue une période de l'histoire de l'Acadie s'échelonnant, selon les historiens, de 1749 ou 1750 aux années 1780 ou même 1820. La déportation des Acadiens, souvent considérée comme synonyme, ne couvre qu'une partie de cette période, soit de 1755 à 1763.
À la suite de la victoire britannique sur la France en 1713, une partie des colons français d'Acadie reste sur leurs terres. La Grande-Bretagne désire angliciser la région qui est alors catholique et francophone. À partir de 1749, 2 000 colons anglais viennent s'installer en Acadie afin d'angliciser l'Acadie, qui était peuplée par 13 000 français. Les Acadiens, qui refusent très majoritairement de prêter allégeance à la couronne britannique, sont déportés par milliers entre 1755 et 1763. Sur les 13 000 Acadiens présents dans la région à la conquête, plusieurs milliers se réfugient au Québec, encore français, et près de 8 000 Acadiens sont déportés. Près des trois quarts de la population acadienne sont ainsi déportés et des milliers d'Acadiens périssent durant le voyage,.

## Contexte
Les Acadiens descendent des colons français installés à partir de 1604 en Acadie. Les Acadiens sont généralement ignorés par la France, ce qui contribue à alimenter leur sentiment d'indépendance. Ils entretiennent de bonnes relations avec les Micmacs – les autochtones de l'Acadie. Les Acadiens cultivent des riches marais salés au moyen d'aboiteaux, ce qui leur fait acquérir une certaine aisance matérielle. En 1713, à la suite de la signature du traité d'Utrecht, une partie de l'Acadie passe sous domination britannique et est renommée Nouvelle-Écosse.

### Contexte politique

#### Frontières incertaines

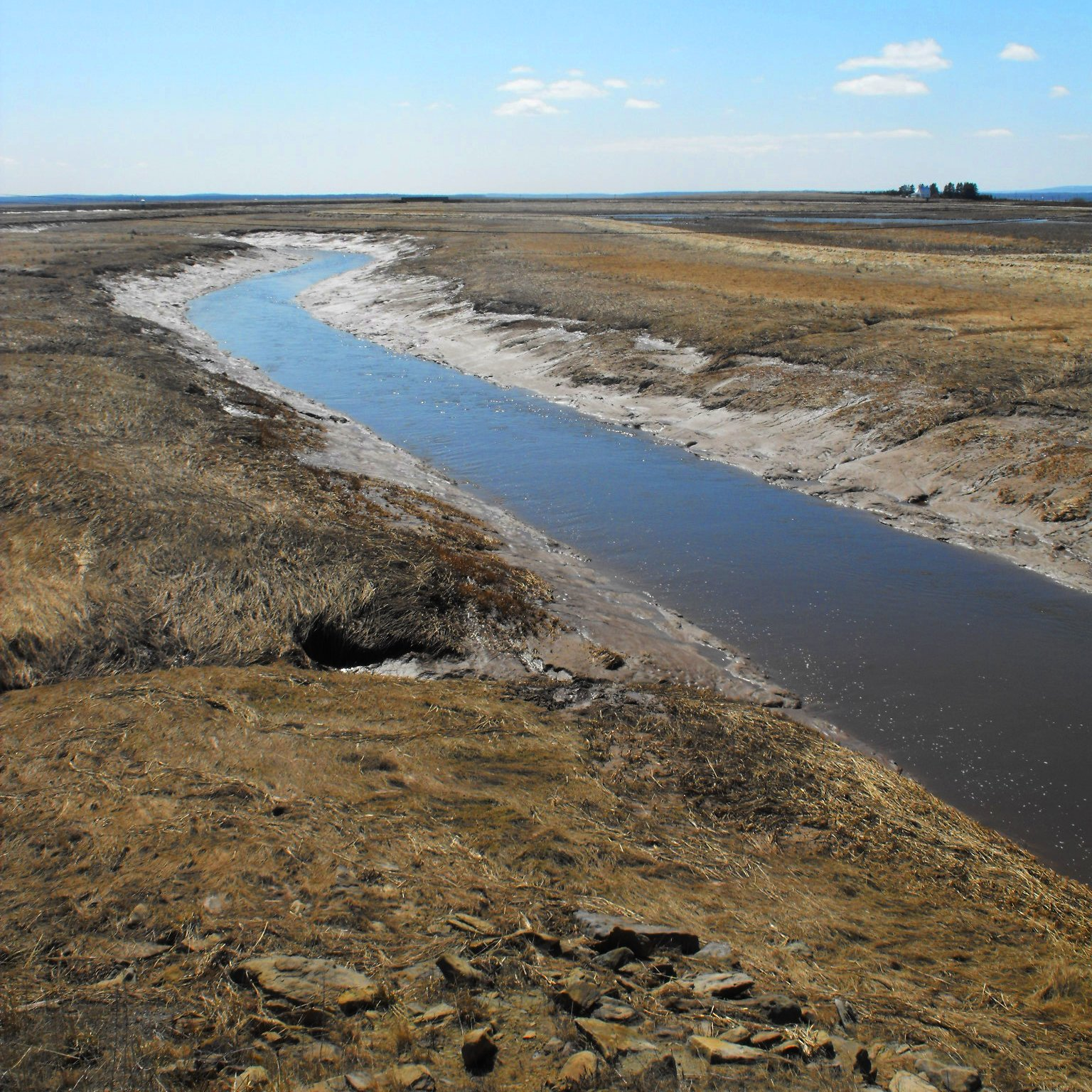
La rivière Mésagouèche.

Les Français construisent la forteresse de Louisbourg à partir de 1720.

#### Serment d'allégeance

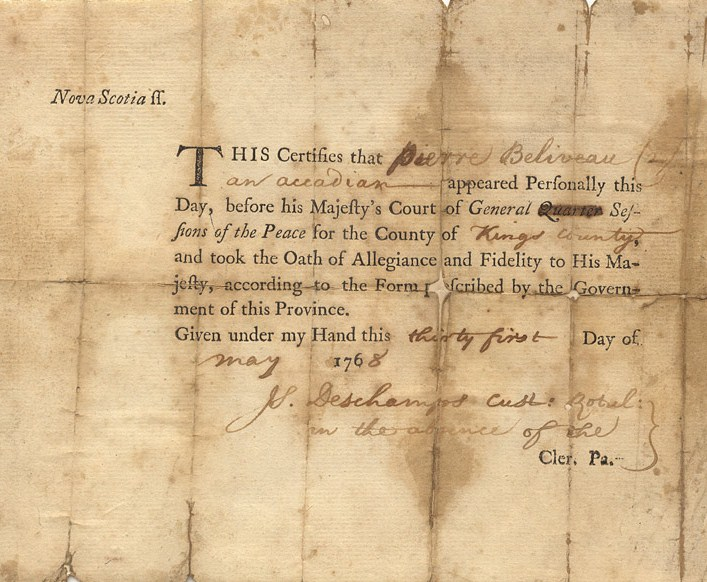
Serment d'allégeance signé par Pierre Belliveau en 1768.

Les Britanniques donnent une alternative aux Acadiens, se retirer en territoire français ou signer un serment d'allégeance inconditionnelle à la couronne. En 1715, les Acadiens de Port-Royal signent un serment d'allégeance conditionnelle, où ils décident de rester neutres en cas de conflit avec la France. À partir de 1720, à la demande du gouverneur Richard Philipps, des députés acadiens sont élus avec, notamment, le mandat de discuter d'un serment d'allégeance inconditionnelle, ce qu'ils refusent à chaque année. Les Britanniques acceptent, n'ayant pas les moyens militaires de soumettre les Acadiens. Le nouveau gouverneur, Charles Lawrence, considère la question acadienne comme strictement militaire et n'est pas conciliant comme ses prédécesseurs.

#### Tentatives de reconquêtes françaises
La France tente de reconquérir l'Acadie à partir de 1744. Quelques Acadiens, dont Joseph Broussard dit Beausoleil, participent à cet effort, portant de ce fait atteinte à la neutralité acadienne.

### Contexte socio-économique
En 1755, l'Acadie compte 14 000 habitants. Ils jouissent d'une certaine aisance matérielle. Selon John Winslow, ils possèdent un cheptel considérable, dont 48 000 moutons, 43 000 bêtes à corne, 23 000 porcs et 3 000 chevaux.

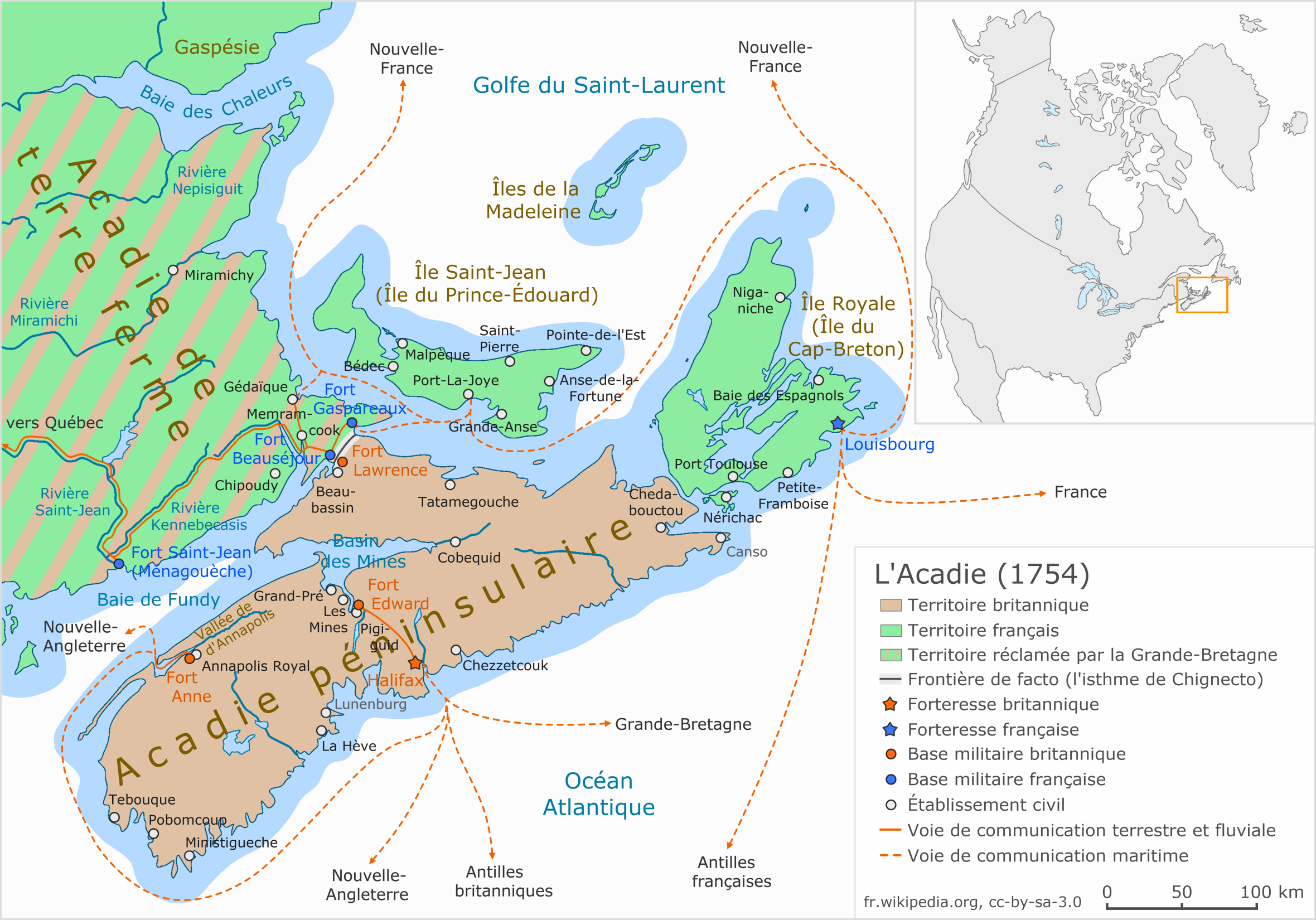
L'Acadie en 1754.

La population se répartit comme suit :
- Forteresse de Louisbourg : 4 600
- Beaubassin : 3 700
- Pisiguit : 2 700
- Port-Royal : 1 750
- Grand Pré : 1 500
- Port-LaJoye : 1 500
- Cobéquid : 1 200
- Les Mines : 940
- Rivière-aux-Canards : 900

La plupart des membres du Conseil de la Nouvelle-Écosse sont récemment arrivés de la Nouvelle-Angleterre et convoitent les terres des Acadiens. À l'époque, les marchands bostonnais s'étonnent d'ailleurs que des « étrangers » aient le droit d'avoir de si bonnes terres.

## Prélude

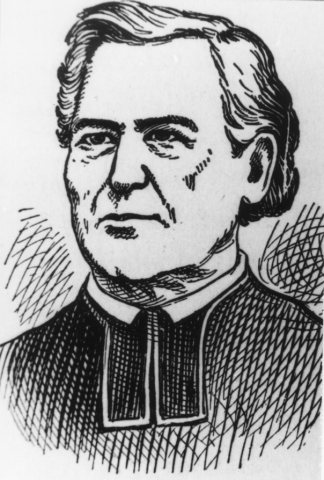
L'abbé Jean-Louis Le Loutre.

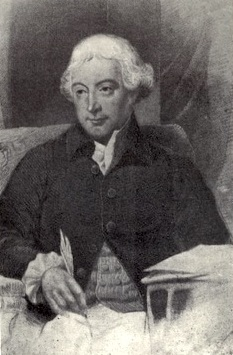
Le gouverneur Charles Lawrence.

Selon certains[Qui ?] historiens, le Grand Dérangement commence en 1749, lorsque les Britanniques fondent Halifax. Cette ville fait contrepoids à la forteresse de Louisbourg tout en permettant d'affermir la présence britannique. Les Britanniques font venir des Allemands à Halifax mais, puisque ces derniers refusent de s'intégrer à la communauté, 400 familles sont déplacées à Mirliguèche afin de fonder Lunenburg.
L'abbé Jean-Louis Le Loutre craint que les Acadiens de l'isthme de Chignectou soient victimes de déportation et tente de les faire abandonner la rive sud de la rivière Mésagouèche. Selon d'autres historiens[Qui ?], le Grand Dérangement commence à ce moment, et non lors de la fondation d'Halifax l'année précédente. L'abbé Le Loutre parvient à convaincre six cents Acadiens de s'établir à l'île Saint-Jean entre avril en août, et deux mille autres à l'île Royale, tandis que plusieurs autres se rapprochent des forts Beauséjour et Gaspareaux. Le gouverneur de la Nouvelle-Écosse, Edward Cornwallis, envoie Charles Lawrence avec un corps expéditionnaire composé de mille hommes répartis sur dix-sept navires ; ils arrivent à Beaubassin le 12 septembre et construisent le fort Lawrence. Les Français transforment le camp de Beauséjour en véritable fort l'année suivante. L'abbé Le Loutre, avec l'aide des Micmacs, lance plusieurs attaques contre les Britanniques. L'émigration des Acadiens vers l'île Royale se poursuit et ils y sont 2220 réfugiés en 1751, faisant craindre une disette.
Devant le relatif échec de la fondation de Halifax et le refus des Acadiens de signer un serment d'allégeance, le gouverneur Cornwallis démissionne en mars 1752 et est remplacé par Peregrine Hopson. Ce dernier s'accommode de la situation politique. Il est remplacé en octobre 1753 par Charles Lawrence.
L'abbé Le Loutre part entretemps en France où, grâce au soutien de l'abbé de L'Isle-Dieu, il rencontre en mars 1753 le ministre Antoine Louis Rouillé, qui accepte son projet d'une Nouvelle-Acadie au nord de la rivière Mésagouèche. Le Loutre entreprend la construction de l'église de Beaubassin en 1753 et de nouveaux aboiteaux en 1754. Les gouverneurs des forts Beauséjour et Gaspereaux se plaignent de leur faible effectif, du manque d'armements et du mauvais état des fortifications précaires. On se plaint aussi que les projets de l'abbé Le Loutre accaparent la main-d’œuvre nécessaire aux travaux sur les forts. L'abbé demande toutefois des renforts à Québec. Son secrétaire, Thomas Pichon, est un espion des Anglais.
L'ingénieur Charles Morris soutient, dans un rapport de 1753, que les Amérindiens sont la principale menace à la colonisation britannique et que ce sont les Acadiens qui les ravitaillent. Charles Lawrence, se basant sur ce rapport, fait approuver en 1754 par le gouvernement britannique la politique selon laquelle les Acadiens qui refusent le traité d'allégeance n'auront pas le droit de propriété. Charles Lawrence refuse aussi de permettre aux réfugiés acadiens de revenir sur leurs terres. Les Acadiens refusent une nouvelle fois de prêter serment ce qui justifie, selon Lawrence, leur départ. La commission des Frontières ne parvient pas à un arrangement. William Shirley, qui en faisait partie, devient gouverneur du Massachusetts. Le gouverneur Shirley s'inquiète des relations entre les Abénaquis et les Français et fait approuver par Londres un projet de conquête graduelle de l'Acadie française, d'abord par la rivière Kennebec, ensuite le fleuve Saint-Jean et finalement l'isthme de Beaubassin. Jonathan Belcher est nommé juge en chef de la Nouvelle-Écosse en octobre 1754, avec des prérogatives spéciales : le gouverneur Lawrence peut le consulter directement, sans passer par Londres.

## Événements au Canada et en Europe

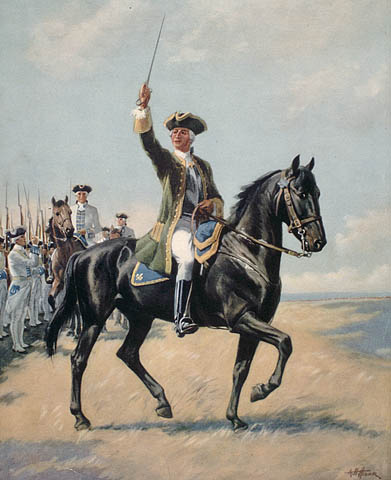
Montcalm aux Plaines d'Abraham.

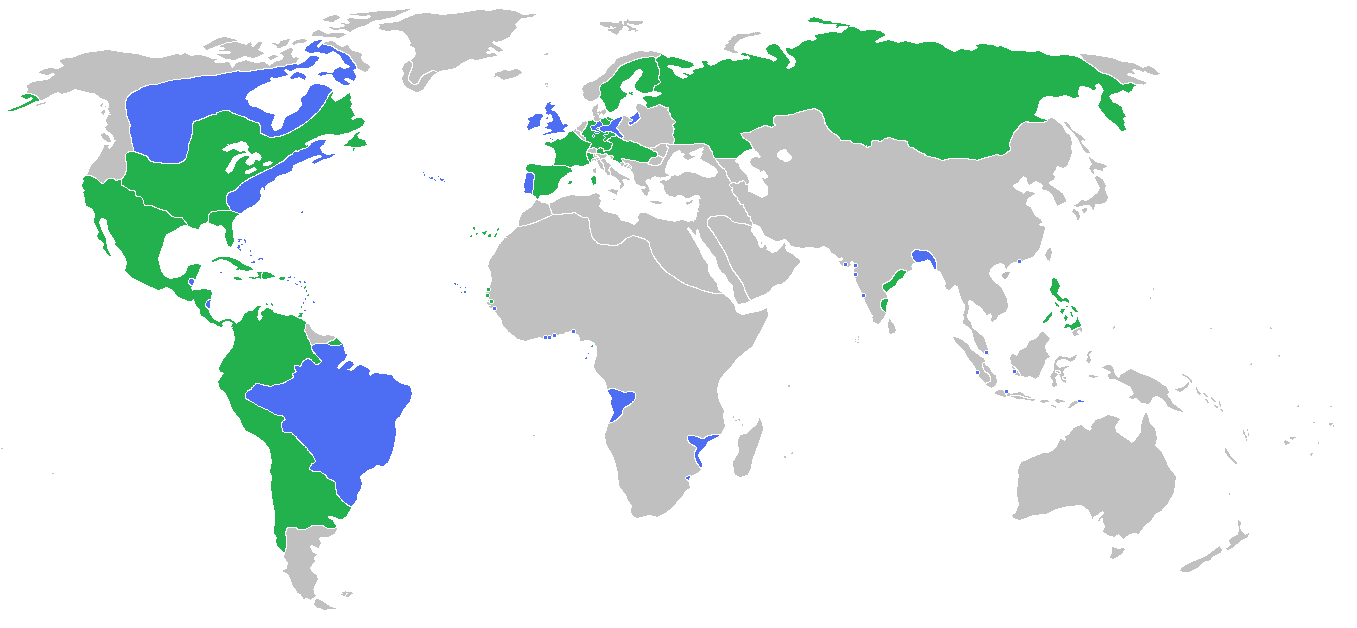
Parties impliquées lors de la guerre de Sept ans. En bleu : Royaume-Uni et alliés, en vert : France et alliés.

Le Grand Dérangement se situe dans le contexte de la guerre de la Conquête au Canada et de la guerre de Sept Ans en Europe
,,.

## Prise du fort Beauséjour

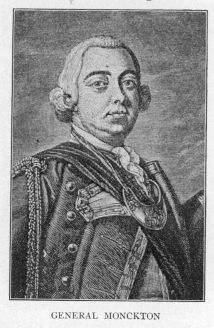
Robert Monckton.

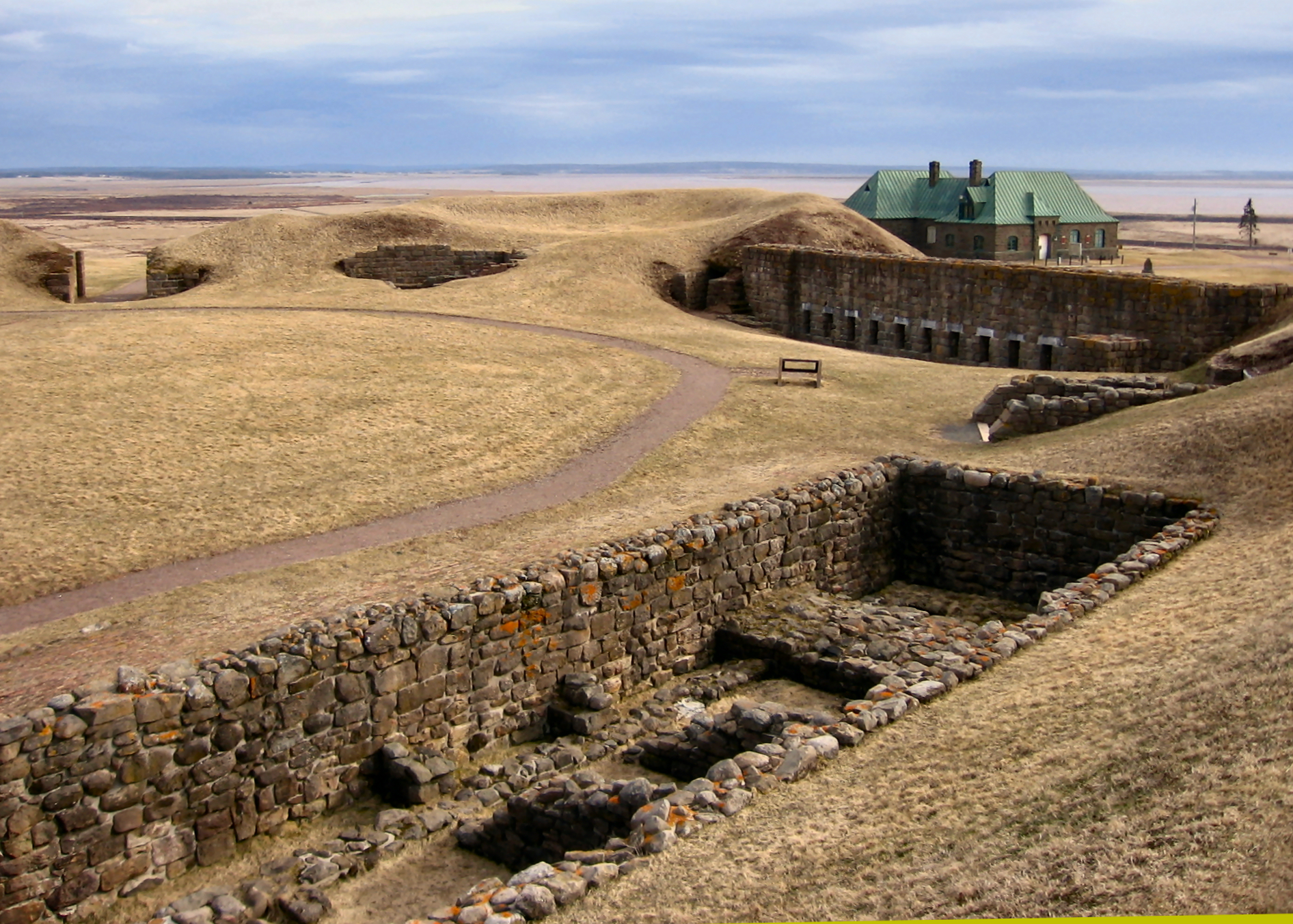
Le fort Beauséjour de nos jours.

La Chambre des communes vote en 1755 les fonds nécessaire à l'attaque de la Nouvelle-France et William Shirley lève une armée de 2 000 volontaires. Les troupes sont réparties sur trente-trois navires à Boston et placées sous le commandement du lieutenant-colonel Robert Monckton. Ils partent le 22 mai et arrivent devant le fort Lawrence le 2 juin. Louis Du Pont Duchambon de Vergor envoie aussitôt des demandes de renforts dans les différentes régions de la Nouvelle-France ; seul Charles Deschamps de Boishébert parvient à mobiliser quelques Abénaquis. Les 700 Acadiens de l'isthme en âge de prendre les armes sont partagés à l'idée de participer à l'effort de guerre et la plupart se réfugient dans la forêt avec leur famille. Alexander Murray est chargé de désarmer les Acadiens des Mines et de détruire tous les véhicules, le tout afin d'isoler le fort Beauséjour. Le 4 juin, les Anglais traversent la rivière Mésagouèche, prennent la redoute de Pont-à-Buot après une faible résistance et campent à 2,4 kilomètres du fort Beauséjour. Joseph Broussard et des Micmacs capturent un soldat anglais, qui les informe des forces en présence. Le bombardement du 14 juin et les efforts de l'espion Thomas Pichon pour demander la capitulation achèvent de saper le moral des troupes. Le fort Beauséjour capitule devant les Britanniques le 17 juin 1755. À l'intérieur, environ 270 des miliciens sont des Acadiens, faisant douter de leur neutralité à Charles Lawrence. Le fort Gaspereaux se rend avant même l'arrivée des troupes anglaises.
Les Acadiens des environs du fort s'enfuient vers l'île Saint-Jean ou la baie des Chaleurs. L'abbé Le Loutre s'enfuit quant à lui par un passage secret et gagne Québec par la forêt, avant de prendre la mer vers la France. Son bateau est capturé le 15 septembre. Il est emprisonné en Angleterre avant d'être transféré à Jersey, où il reste derrière les barreaux jusqu'en 1763.
Le roi Louis XV de France proteste auprès des Britanniques à cause de cette attaque en temps de paix. Il dénonce aussi, auprès du gouvernement de la Nouvelle-France, la manière dont furent défendus les forts de l'isthme.

## Déportation des Acadiens

### Préparatifs et logistique

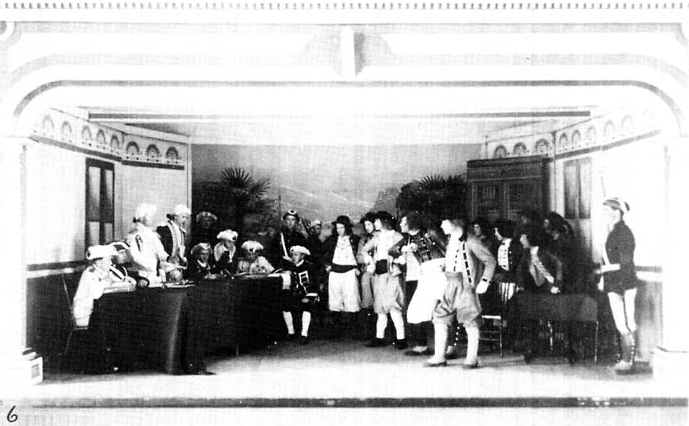
Représentation d'une réunion entre le conseil et les Acadiens, dans la pièce Le Drame du peuple acadien de Jean-Baptiste Jégo (1930).

Charles Lawrence n'a pas le droit de déporter les Acadiens sans prétexte. Appuyé par le gouverneur du Massachusetts, William Shirley, et par la présence des amiraux britanniques Edward Boscawen et Savage Mostyn, Charles Lawrence convoque pour la dernière fois une centaine de députés acadiens à Halifax. Le 25, les 30 députés Acadiens d'Annapolis Royal affirment qu'ils n'ont rien à se reprocher mais refusent de signer un serment inconditionnel. Le même jour, le gouverneur Lawrence fait part au Conseil de son projet de déportation. Le 28 juillet 1755, les députés des Mines et de Pigiguit présentent une pétition et refusent de prêter serment. Charles Lawrence fait emprisonner tous les députés acadiens le même jour. Fort de l'appui unanime du Conseil et d'un appui juridique du juge en chef Jonathan Belcher, Charles Lawrence signe l'ordre de déportation, également le 28.
Le 31 juillet 1755, Charles Lawrence affecte le colonel Robert Monckton à la déportation des Acadiens de l'isthme de Chignectou, le colonel John Winslow aux Mines, le capitaine Alexander Murray à ceux de Pigiguit et le major John Handfield à ceux d'Annapolis Royal.

### Traitement des Acadiens
Les Britanniques mettent en œuvre une politique de la terre brûlée, détruisant bâtiments et récoltes, empêchant ainsi les Acadiens de retourner sur leurs terres,. C'est un immigrant de la Nouvelle-Angleterre, Charles Morris, qui conçoit le plan de la déportation, qui consiste à encercler les églises acadiennes un dimanche matin, à capturer autant d'hommes que possible, à rompre les digues et à brûler maisons et cultures. Les biens des Acadiens sont quant à eux confisqués. Plusieurs familles sont définitivement séparées. Les bateaux, indispensables à la déportation, sont pour la plupart loués à une compagnie de la Nouvelle-Angleterre et réaménagés pour l'occasion. Les capitaines étant payés au nombre de déportés arrivés à destination, ils ont tendance à surcharger les embarcations. La promiscuité, la noirceur, le manque de nourriture et l'humidité causent la mort de nombreux prisonniers alors que la plupart des bateaux n'ont pas de chirurgiens.
Les hommes résistant à la déportation voient leurs familles menacées à la baïonnette. À l'automne 1755, environ 1100 Acadiens sont mis à bord de bateaux à destination de la Caroline du Sud, de la Géorgie ou de la Pennsylvanie. Charles Lawrence demande à ses officiers de ne pas prêter attention aux demandes, aux plaintes ou aux supplications des Acadiens, pour quelque raison que ce soit.

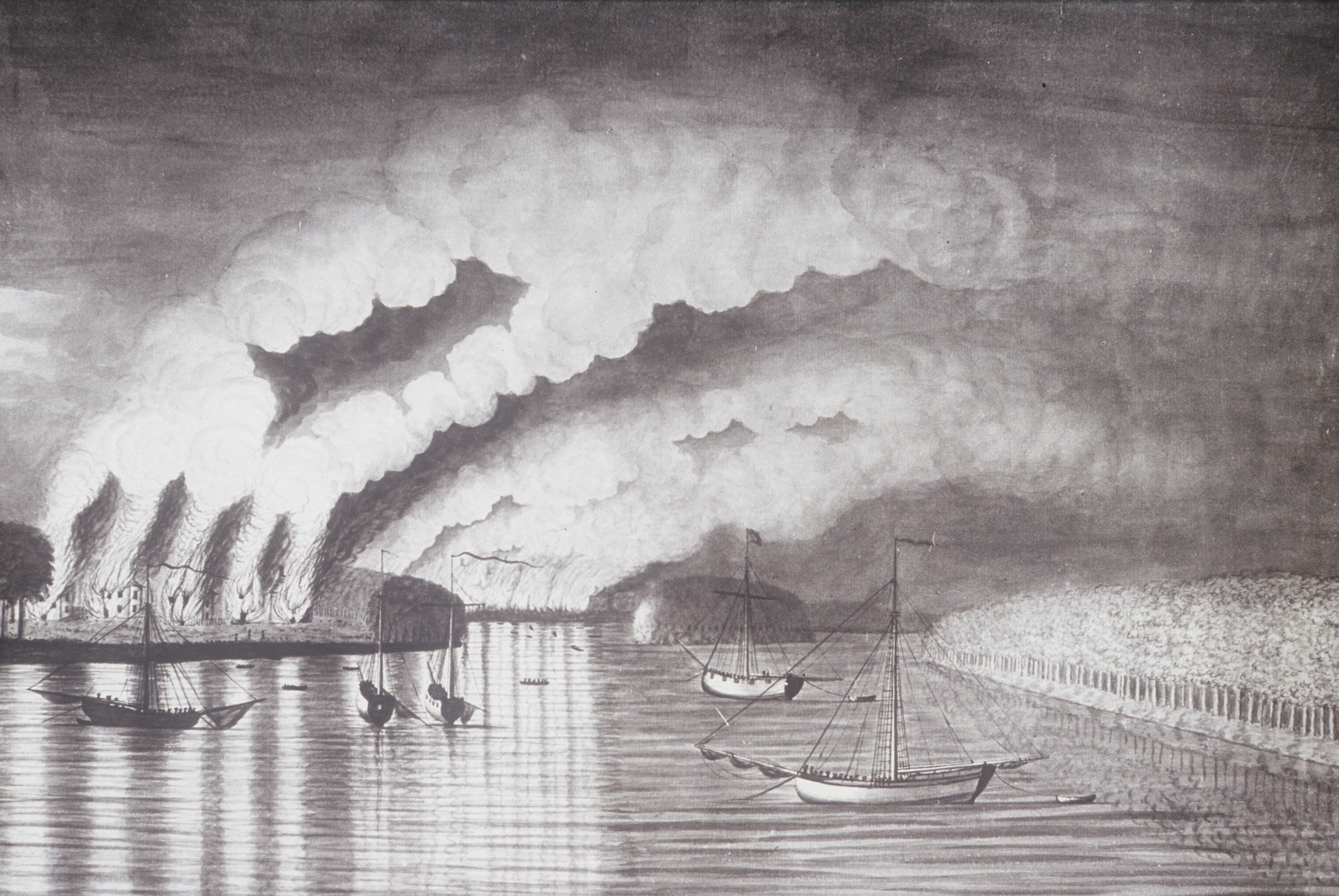
Vue du pillage et de l'incendie de la cité de Grimrose, la seule représentation contemporaine connue de la Déportation des Acadiens, par Thomas Davies, 1758.

3 100 Acadiens sont déportés après la prise de Louisbourg, en 1758. 1 649 meurent de noyades ou de maladies, soit un taux de mortalité de 53 %. De 1755 à 1763, environ 10 000 Acadiens sont déportés,. La plupart se retrouvent dans les colonies anglaises, en France ou dans les Antilles. Beaucoup meurent de maladie ou de faim à cause des conditions à bord des navires. Les habitants des Treize Colonies n'ayant pas été avertis de leur arrivée, de nombreux acadiens sont déportés à nouveau.

### Attaques britanniques et mouvements acadiens

#### 1755
Robert Monckton envoie 1 500 hommes au fleuve Saint-Jean dès la prise du fort Beauséjour. Charles Deschamps de Boishébert, commandant trente hommes, brûle le fort Ménagouèche avant leur arrivée et s'enfuit avec ses troupes et les guerriers Abénaquis. Les Britanniques rebroussent chemin et le gouverneur général, Pierre de Rigaud de Vaudreuil, enjoint Boishébert de créer un camp de réfugiés.
À la mi-août, Boishébert arrive à la rivière Petitcodiac à la demande des Acadiens, avec 120 hommes dont 90 soldats Français et 30 Amérindiens. Le 2 septembre, il inflige une défaite aux troupes britanniques venues déporter la population, durant la bataille de la Petitcodiac ; les troupes britanniques rentrent au fort Cumberland.
Boishébert implore ensuite Vaudreuil de lui envoyer des vivres au fleuve Saint-Jean mais il décide de fonder un camp à Cocagne, plus facilement accessible par la mer.
John Winslow et ses troupes arrivent à Grand-Pré à la fin août et fortifient l'église Saint-Charles-des-Mines. Le 5 septembre, 418 Acadiens des Mines sont convoqués à l'église, où Winslow leur lit l'ordre de déportation. Cinq navires arrivent le 7 et l'embarquement des Acadiens commence le 10. 230 hommes, d'abord les jeunes et ensuite les époux, sont dirigés vers les bateaux sous la menace des baïonnettes. Les vivres commencent à manquer et les bateaux sont insuffisants pour les deux mille Acadiens des Mines. Le 8 octobre, Winslow fait embarquer 80 familles sur de vieux bateaux mis à sa disposition par la compagnie Apthorp and Hancock. Le 11 octobre, sept des bateaux attendus arrivent aux Mines et trois se rendent à Pigiguit, où Alexander Murray embarque 1 100 Acadiens. À Grand-Pré, les quatre autres vaisseaux ne peuvent accueillir les 1 510 prisonniers et 98 familles, comptant en tout 600 personnes, sont laissées au village.
Le 27 octobre, quatorze bateaux transportant 1 600 Acadiens des Mines et 1 300 de Pigiguit, rejoignent dans la baie Française dix navires emportant 1 900 Acadiens de Beaubassin. Trois bateaux de la marine britannique, le Nightingale, le Halifax et le Warren, escortent le convoi.
Les six cents derniers Acadiens de Grand-Pré sont emmenés sur des bateaux en décembre. En tout, de six à sept mille Acadiens sont déportés en 1755.

#### 1756
Au début de l'année 1756, il ne reste que 3 000 Acadiens au cap de Sable ou cachés dans la forêt. En avril, Jebediah Preble et ses troupes effectuent un raid sur Pobomcoup. Jean-Baptiste de Guay Desenclave est le seul témoin oculaire de cette attaque et réussit à s'enfuir dans les bois.[réf. nécessaire]
Le bétail pris aux Anglais à Beaubassin sufit à nourrir les réfugiés à l'hiver 1755-1756 mais la récolte de 1756 est ruinée par de forts vents ; toute la Nouvelle-France souffre alors de disette. Le camp de réfugié de la Miramichi, ou Camp d'Espérance, prend forme sur l'île Boishébert à la fin de l'été 1756 et accueille environ 1 376 réfugiés Acadiens et quelques centaines de familles micmaques, en plus des soldats Français. Un navire transportant des provisions part de Québec mais doit faire demi-tour à cause du vent contraire. L'île Saint-Jean ne peut pas envoyer de vivres, étant elle-même en situation de disette. La famine touche rapidement le camp, après avoir épuisé la viande de bœuf, les réfugiés doivent se nourrir de peaux de bœuf et d'un peu d'huile de phoque. Les nourrissons meurent tous et Boishébert envoie 500 personnes qui ont encore assez d'énergie pêcher à la rivière Pokemouche mais 83 meurent durant le voyage. D'autres peaux données par Jean Manach aident un peu la population. Plusieurs autres voyages de pêches sont organisés, jusqu'à ce que la glace trop mince empêche les déplacements. Un chargement de provision arrive alors finalement de Québec. En tout, environ 400 Acadiens meurent durant l'hiver ; ces estimations sont les plus récentes (2007) car le décompte des réfugiés et décès a souvent été exagéré.

#### 1757
À la fin de l'hiver, 120 réfugiés de Miramichi se rendent tout de suite à Québec alors que les autres restent en Acadie, à Caraquet, Miramichi, Shippagan ou Ristigouche.

#### 1758

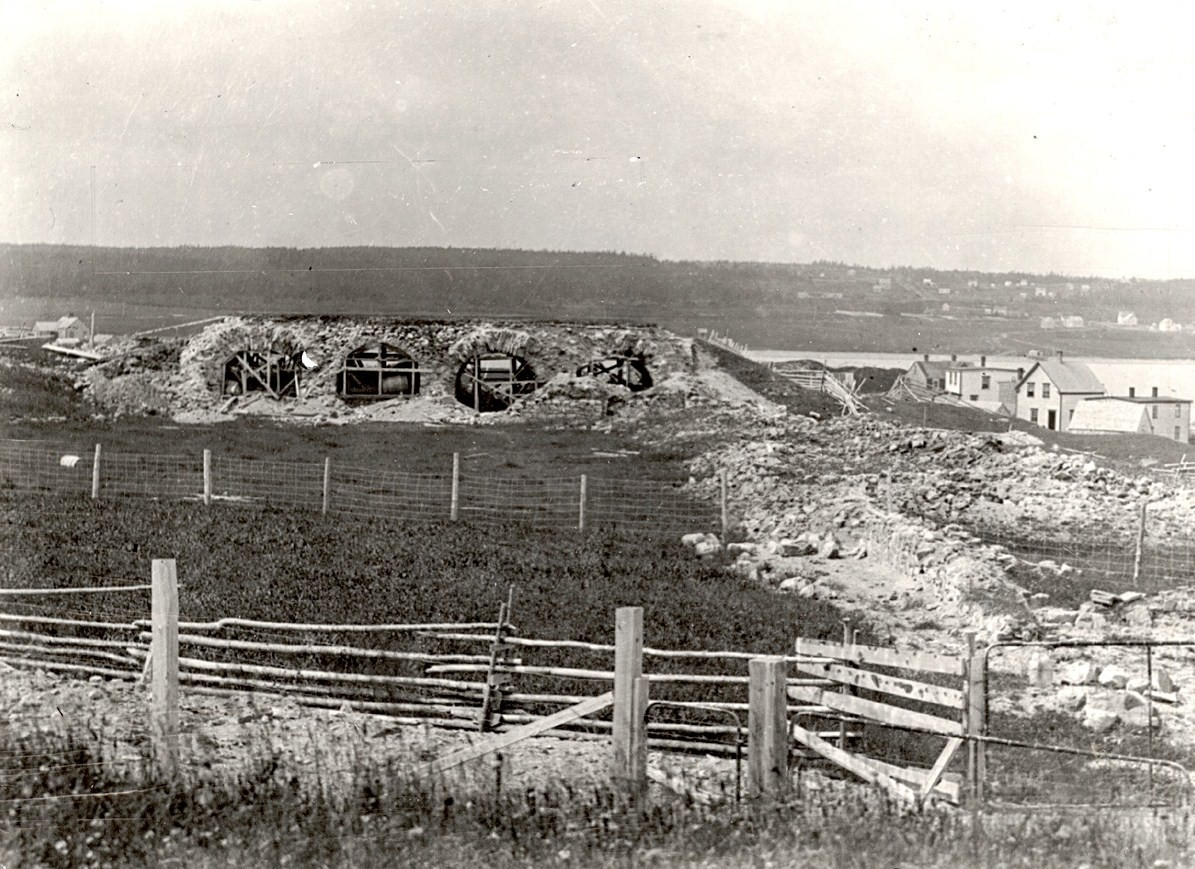
La forteresse de Louisbourg à l'abandon, en 1907.

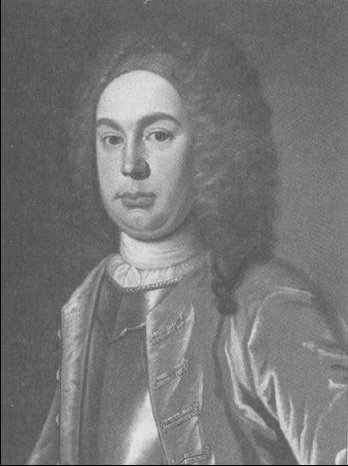
Andrew Rollo.

Le 2 juillet 1758, les généraux britanniques James Wolfe et Jeffery Amherst assiègent la forteresse de Louisbourg, forts d'une flotte de plus de 120 navires et disposant de 12 000 hommes. Le gouverneur Augustin de Boschenry de Drucourt n'a que 2 900 hommes et dix navires à leur opposer et il capitule le 26 juillet. La garnison est emprisonnée en Grande-Bretagne et la forteresse est rasée.
Les articles de la capitulation ne mentionnent pas la population civile de l'île Royale et de l'île Saint-Jean, qui dépendent administrativement de Louisbourg. En 1758, la majeure partie des habitants de l'île Saint-Jean sont des Acadiens réfugiés d'autres localités, qui se sont joints aux Français arrivés dans les années 1720. La déportation des civils est confiée au lieutenant-colonel Andrew Rollo le 8 août. Il ne quitte Louisbourg que le 10, aux commandes d'une flotte de quatre navires de transport, soit le Bristol (130 hommes), la Catherine (90 hommes), le Dunbar (140 hommes), le King of Prussia (140 hommes), le tout mené par le man'o'war Hind, dont le capitaine est Robert Bond. Deux ou trois officiers du gouverneur Drucourt font partie des passagers, afin d'informer les habitants des articles de la capitulation. Les navires emportent également des provisions pour trois mois et du matériel pour la construction de fort à Port-la-Joye. Le plan est de construire un fort, regrouper tous les habitants de l'île et de les emmener, en plus des militaires, à Louisbourg.
La flotte arrive en vue de Port-la-Joye le 17 août et intercepte un bateau avec un drapeau blanc. À trois heures de l'après-midi, le Hind fait feu sur le fort français ; la capitulation est signée le jour même par Gabriel Rousseau de Villejouin.
Le brigadier-général James Wolfe est chargé d'attaquer les établissements acadiens de Gaspé, de Miramichi et des environs peu de temps après la prise de Louisbourg. Wolfe demande ensuite au colonel James Murray d'attaquer les établissements du fleuve Miramichi. Il arrive le 15 septembre à bord du Juno, accompagné du Aetna et de six bateaux de transport de troupes, et disposant de 800 hommes. Il doit agir rapidement car les vents du large risquent de repousser les navires sur les côtes. Avec 300 hommes, il détruit l'église d'Esgenoôpetitj – d'où le nom anglais de Burnt Church donné de nos jours à cette communauté – ainsi que les maisons des Micmacs et des Acadiens. Les capitaines de Murray refusent de s'aventurer à attaquer le camp d'Espérance et la flotte lève l'ancre le 18 septembre à destination de Louisbourg.
Charles Deschamps de Boishébert rentre à Québec à l'automne et est remplacé à la tête du camp d'Espérance par le lieutenant Jean-François Bourdon de Dombourg.

#### 1759
Au printemps, le lieutenant Bourdon de Dombourg déplace le camp de réfugiés à la Ristigouche ; des familles du camp d'Espérance et de l'île Saint-Jean s'y joignent. Il semble toutefois qu'une bonne partie des réfugiés acadiens restent au camp d'Espérance.

#### 1760
En 1759, après la chute de Québec, la colonie supplie la France d'envoyer des renforts. Le 19 avril 1760, six navires, sous le commandement de François Chenard de la Giraudais, quittent Bordeaux emportant 400 hommes ainsi que des vivres. De la Giraudais, apprenant qu'une flotte britannique a pénétré dans le fleuve Saint-Laurent, décide de se réfugier dans la rivière Ristigouche et fait construire des batteries sur les berges. La bataille de la Ristigouche a lieu du 3 au 8 juillet 1760 ; la flotte britannique l'emportent sur les Français. Faute de renforts, Montréal capitule le 8 septembre devant les troupes d'Amherst. Les troupes françaises à la Ristigouche se rendent le 23 octobre et sont rapatriées en France.[réf. nécessaire]

#### 1761
Le camp de réfugiés de la Ristigouche est déserté en 1761 et les Acadiens s'établissent autour de la baie des Chaleurs ou à Miramichi. En octobre, le capitaine Roderick MacKenzie, commandant du fort Cumberland, lance un raid contre ces établissements acadiens. La plupart des Acadiens sont capturés et sont gardés prisonniers jusqu'en 1764.

### Résistance acadienne
Contrairement à la croyance populaire, de nombreux Acadiens résistent à leur déportation. Des milliers se réfugient à Miramichi, à la Ristigouche ou à Québec. D'autres se sont échappés des forts britanniques. Certains Acadiens se sont joints aux forces françaises, d'autres sont devenus corsaires ou d'autres tentaient délibérément d'entraver le travail des militaires. En décembre 1755, les 232 prisonniers du Pembroke se mutinent et parviennent à atteindre le fleuve Saint-Jean, d'où la plupart rejoignent Québec. À la suite de la prise du fort Beauséjour, des Acadiens y sont emprisonnés le 16 juin 1755. Leurs femmes dissimulent des armes et des vêtements féminins dans leur nourriture, leur permettant de s'enfuir.
En particulier Joseph Broussard, et lancent des attaques contre les britanniques. Beaucoup d'Acadiens s'échappent dans la forêt, où ils sont poursuivis par les britanniques durant cinq ans. Environ 1 500 s'enfuient au Canada et d'autres vont à l'île du Cap-Breton ou en amont de la rivière Petitcodiac.

### Soutien des Malécites et des Micmacs
Les Micmacs interceptent les communications des britanniques, ce qui permet à des chefs comme l'abbé Le Loutre de connaître leur plans.

### Expulsions
Plusieurs des navires en partance de l'île Saint-Jean font toutefois naufrage, dont le Duke William et le Violet en décembre 1758. Des milliers d'Acadiens sont expulsés dans les Treize colonies, hostiles aux Français. De nombreuses requêtes sont envoyées par les Acadiens aux autorités coloniales dans l'espoir d'améliorer leurs conditions de vie.

#### Treize colonies

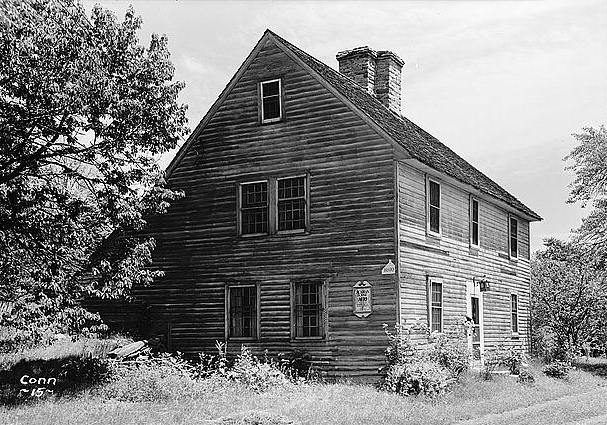
La maison acadienne de Guilford, au Connecticut.

Charles Lawrence avait préparé une lettre destinée aux gouverneurs coloniaux mais il semble que plusieurs ne la reçoivent pas et se montrent surpris de l'arrivée des Acadiens. Le premier convoi de prisonniers, parti le 27 octobre 1755 de la baie Française, subit une tempête tropicale au large du cap de Sable et doit accoster d'urgence le 5 novembre à Boston. Les bateaux censés se rendre en Caroline du Sud sont déclarés surchargés et de nombreux déportés sont débarqués. Les 2000 Acadiens destinés à rester au Massachusetts sont aussitôt dispersés et plusieurs enfants sont confiés à d'autres familles dans le but de les assimiler,. Ils sont condamnés pour la moindre infractions. Plusieurs hommes sont réduits à l'esclavage et les plaintes pour mauvais traitement se multiplient. 
Les 700 exilés au Connecticut sont mieux traités mais tout de même dispersés. Il en est de même pour les 250 Acadiens envoyés à New York. 500 Acadiens arrivent à Philadelphie, en Pennsylvanie, le 19 novembre 1755. Ils sont rejoints par un autre groupe en décembre. Ils sont gardés dans des bateaux à l'entrée du port, où une épidémie de variole décime la plupart des prisonniers. Les 1000 Acadiens envoyés à Baltimore, au Maryland, sont bien traités par les catholiques de l'endroit et ont le droit de travailler, de construire des maisons et fondent même le quartier de French Town.
En Virginie, le gouverneur Robert Dinwiddie garde les Acadiens, qu'il considère comme des « ennemis intestins », durant quelques mois à l'écart de la population avant de les déporter en Angleterre,.

#### Angleterre

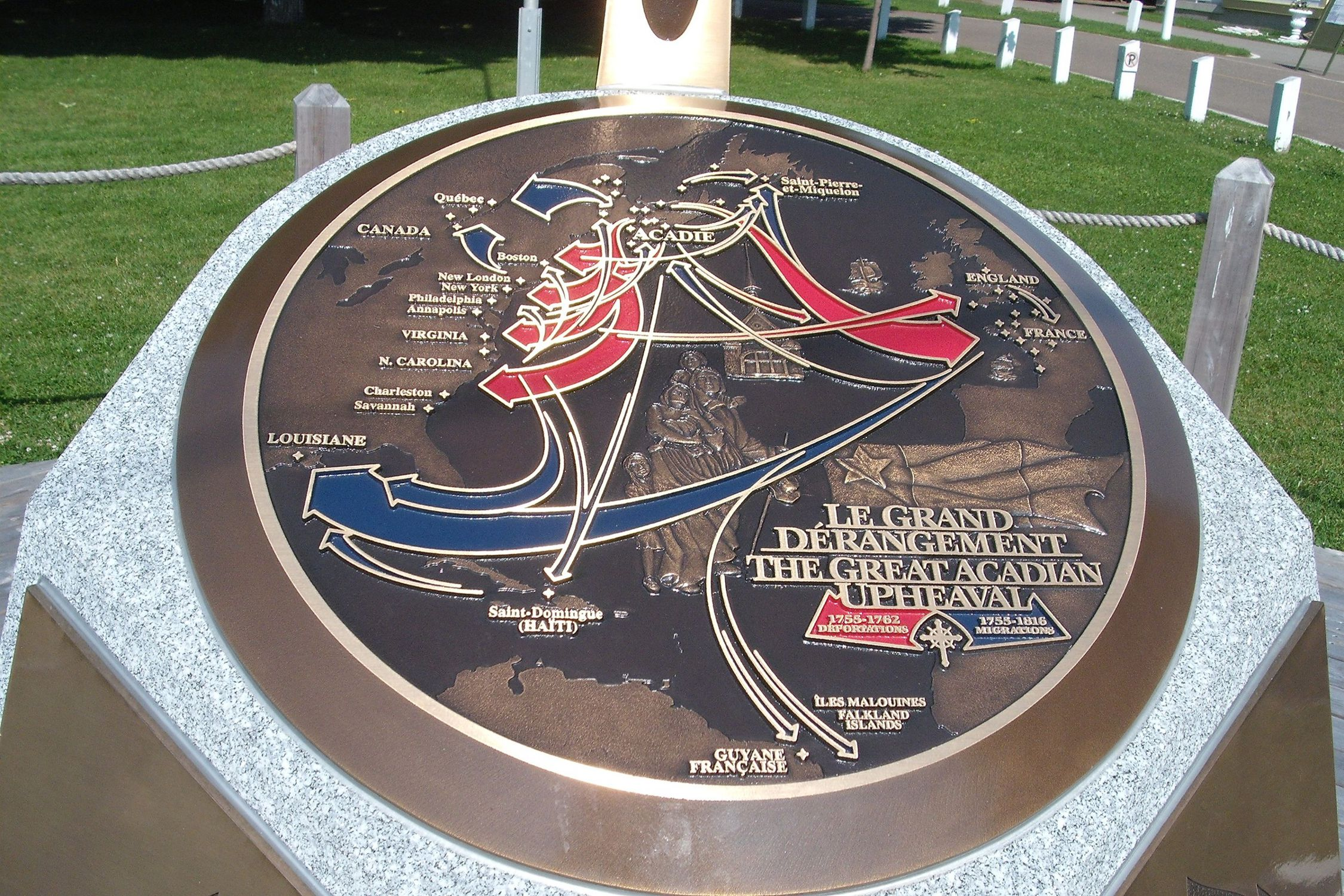
Une carte des déportations et des migrations acadiennes, sur un monument.

Ils sont embarqués sur des bateaux tels que le Virginia Paquet, le Race Horse et le Goodridge ; deux de ces navires font naufrage. Le Virginia Packet arrive à Bristol à la mi-juin 1756, avec à son bord 289 Acadiens. Dinwiddie n'avertit pas les autorités anglaises de l'arrivée des prisonniers, qui sont laissés sur les quais durant trois jours, avant d'être logés dans des bâtiments en ruines. À la fin juin, 250 Acadiens sont débarqués à Penryn, 336 à Liverpool, où ils sont logés dans des ateliers de potiers, et 340 à Southampton, qui sont logés dans des baraquements sur les quais. Au total, plus de 1 200 Acadiens sont donc déportés en Angleterre mais seulement 800 survivent. Dès leur arrivée, de nombreux Acadiens succombent à une épidémie de variole. Plusieurs naissances et mariages ont tout de même lieu. La nouvelle atteint la France, où le roi Louis XV se plaint du traitement des Acadiens, tandis que le Département médical nie tout. Les Acadiens ont l'interdiction de travailler, quoiqu'elle ne soit pas toujours respectée, mais reçoivent en contrepartie une allocation de six sous par jour par adulte et trois sous par enfant, ce qui dépasse le salaire d'un ouvrier. L'Angleterre demandera plus tard le remboursement de cette allocation à la France, où ils sont emprisonnés jusqu'à la fin de la guerre de Sept ans, en 1763. Ils sont répartis principalement à Bristol, Falmouth, Liverpool et Portsmouth. Leurs conditions de vie sont très précaires et nombreux sont ceux qui meurent lors d'épidémies, notamment la variole, qui tue la moitié des prisonniers de Bristol. Le Felix Farley's Bristol Journal, la veille de leur départ pour la France, rapporte que les Acadiens ont gagné l'estime de nombreux habitants de la ville par leur bon comportement et leur ardeur au travail.
À partir de 1762, le gouvernement tente de les persuader de devenir des sujets britanniques, ce qui leur permettrait de retrouver leurs terres et leurs troupeaux. Il n'y a que 54 hommes âgés qui répondent à cette demande.

## Migrations

### Québec
Dès 1755, des centaines d'Acadiens s'établissent à Québec. Les habitants, déjà épuisés par la guerre, ne peuvent pas vraiment aider les Acadiens et les accusent même d'avoir causé l'épidémie de variole de 1757. Il y a 600 réfugiés Acadiens en 1756, 1500 en 1758, et le nombre augmente même après la signature du traité de Paris. Plusieurs réfugiés décident en fait de s'établir définitivement au Canada, notamment dans la vallée du Saint-Laurent mais aussi aux îles de la Madeleine, en Gaspésie et dans la vallée du Richelieu.

### Louisiane

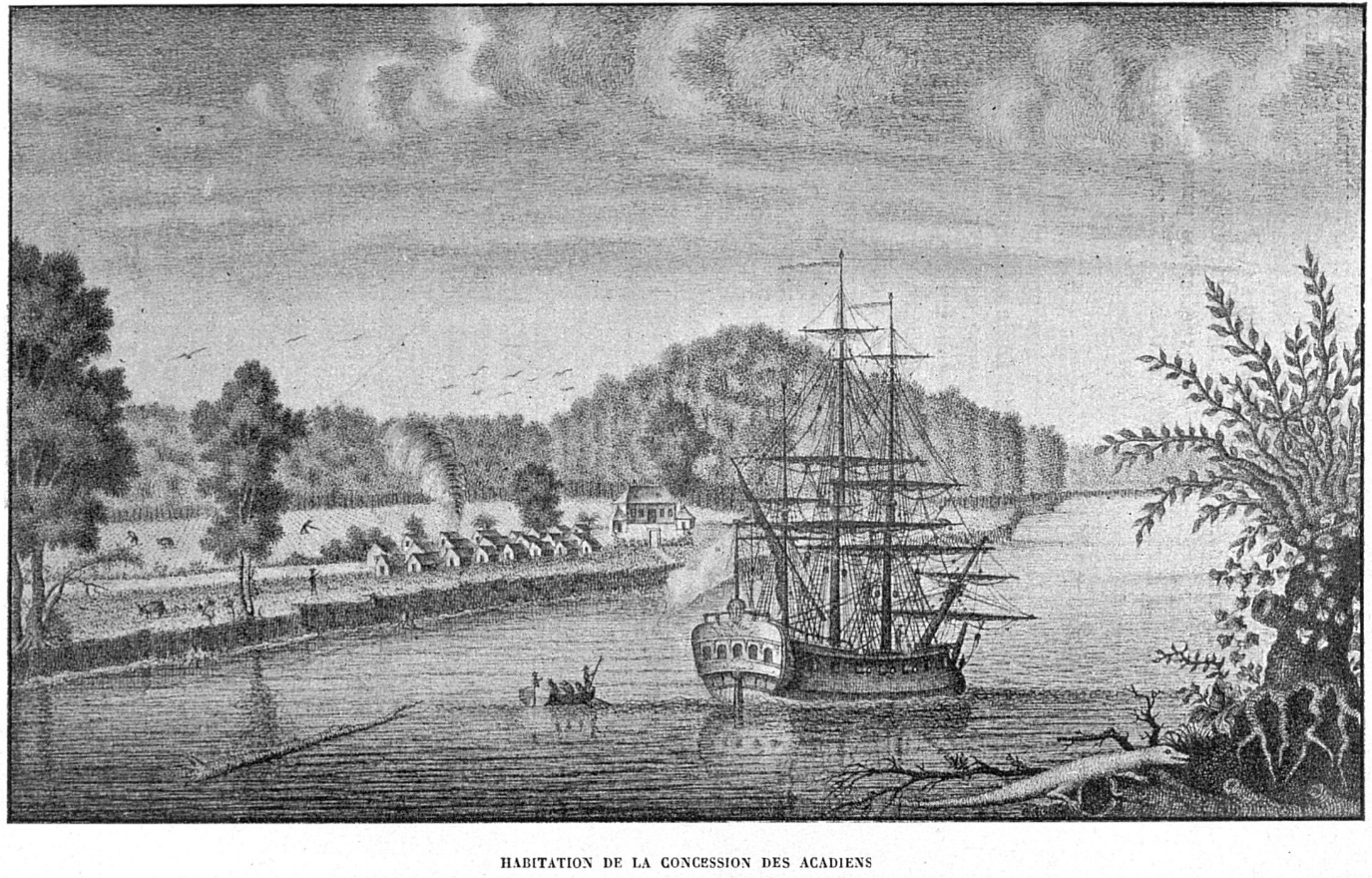
Concessions acadiennes en Louisiane.

La Louisiane, alors colonie espagnole, reçoit ses premiers Acadiens en 1763, à la suite de la signature du traité de Paris. Ils s'établissent dans le sud-est de la colonie, dans l'actuelle Acadiane. Environ 600 Acadiens du Maryland et de la Pennsylvanie les y rejoignent à la fin des années 1760.
Le 24 mars 1772, les Acadiens de Saint-Malo, découragés par les projets d'établissement décevants qui leur sont offerts en France, demandent la permission d'aller en Louisiane, ce qui n'est pas accepté. En juillet de la même année, ils demandent au ministre de la Marine l'autorisation de s'installer en Espagne, plus précisément à La Carolina, en Andalousie, où le roi Charles III projette une colonie modèle. Il se peut que les Acadiens utilisent le prétexte d'émigrer en Espagne pour ensuite pouvoir se rendre en Louisiane mais le projet est très mal perçu par le gouvernement français.
La principale vague d'émigration vers la Louisiane a lieu en 1785, lorsque la colonie y fait venir 1 600 Acadiens via Nantes. Ces réfugiés sont bien traités à leur arrivée. Leurs descendants sont appelés les Cadiens,.

### France

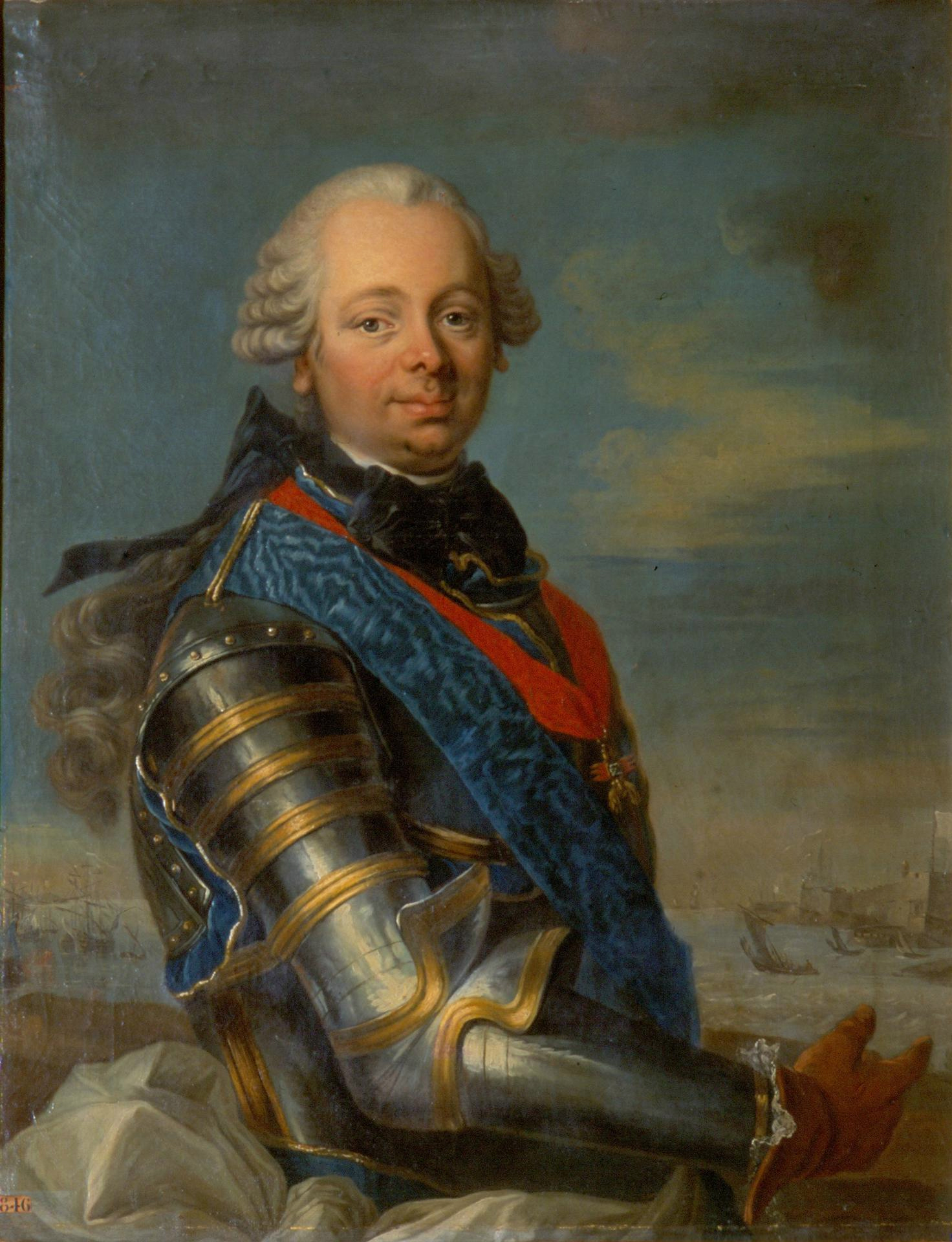
Étienne-François de Choiseul.

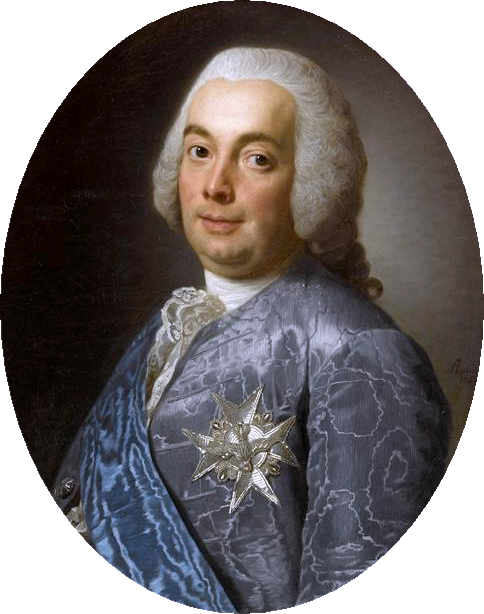
Henri Léonard Jean Baptiste Bertin.

Les Acadiens, conseillés par un certain Duplessis, s'adressent au duc de Nivernais, l'ambassadeur de France à Londres. Le ministre Étienne François de Choiseul souhaite installer les Acadiens en Guyane et à Saint-Domingue tandis que le sieur de la Rochette, représentant de l'ambassadeur, propose les landes de Guyenne et de Gascogne, la Bretagne et l'île de Bouin. Les Français basent leur choix sur une vision déformée de la réalité acadienne : ils ne sont pas aussi attachés à la France qu'on veut le croire, ils sont nostalgiques de l'Acadie, ils n'ont pas la même alimentation qu'en France et, surtout, ils ne sont pas habitués aux restrictions sur les déplacements et les professions.
La plupart des Acadiens déportés en Angleterre s'établissent ensuite à Belle-Île-en-Mer et les autres en Louisiane, à l'île du Cap-Breton, à Pomquet, au Québec ou à Saint-Pierre-et-Miquelon. En tout, 3 000 Acadiens, principalement de Nouvelle-Écosse, sont déportés en France. Ils sont réinstallés pour la plupart en Poitou ( à Chatellerault et sur la Ligne Acadienne : sur les communes de Saint-Pierre de Maillé, Cenan, Archigny et Bonneuil-Matours) ou en Bretagne, et Belle-Île-en-Mer. Ayant de la difficulté à s'adapter, quelques centaines d'entre eux se rendent à Saint-Pierre-et-Miquelon ou en Louisiane. D'autres sont relogés dans les Antilles, où la plupart meurent à cause du climat et de l'insalubrité. Les survivants passent ensuite en Louisiane ou retournent en France. Certains se dirigent ensuite en Amérique du Sud ou retournent en France mais la plupart s'y établissent pour de bon.
L'établissement des Acadiens est tenté en vingt-et-une localités françaises. Le duc de Nivernais avait promis aux Acadiens de les installer sur le territoire français mais, Choiseul étant obsédé par la recréation d'un empire colonial, un établissement est tenté en Guyane. Seulement quelques Acadiens de Saint-Pierre-et-Miquelon se joignent aux colons. La colonie est un échec puisque la fièvre typhoïde, la fièvre jaune et la famine coûtent la vie à dix mille personnes.
Le Duc de Nivernois propose d'établir les réfugiés sur sa propriété de l'île de Bouin – en réalité un plateau au milieu d'un marais – mais ce projet est abandonné puisque le roi achète l'île afin de la fortifier. En avril 1763, Choiseul charge le contrôleur général des Finances, Henri Léonard Jean Baptiste Bertin, de régler la situation des Acadiens. Il propose de les employer dans les mines, ce que Choiseul considère comme de la cruauté. Bertin communique toutefois avec tous les intendants du royaume, leur demandant d'étudier l'installation des Acadiens sur les terres incultes de leur localité. Choiseul propose lui-même son domaine de Chanteloup, près d'Amboise, sans succès. À l'été 1763, Louis de La Vergne de Tressan propose ses terres près de Bitche, au sol pauvre et au climat rude, mais, l'offre n'est même pas étudiée à cause de la demande de dédommagement exorbitante. En octobre de la même année, Belle-Île-en-Mer est proposée. En 1764, le comte Antoine d'Hérouville de Claye propose ses terres des Flandres ; deux Acadiens de Saint-Malo visitent les lieux mais ne sont pas intéressés. Le marquis de Voyer d'Argenson offre quant à lui de les installer sur ses terres près de Chinon. Le comte de Châteaubriand propose d'installer les Acadiens près de Combourg, un territoire alors considéré misérable ; aucun réfugié n'accepte l'offre. Le comte de Clonard abandonne son projet d'installer cent familles dans les landes de Gascogne parce que les Acadiens sont trop « protégés par l'État ». En août 1768, le Duc de Praslin propose à Clément Charles François de L'Averdy, le successeur de Bertin, de léguer la forêt de Brix, près de Valognes, aux Acadiens ; la forêt étant une terre de la couronne et faisant l'objet de projet de reboisement, le projet n'est pas accepté.

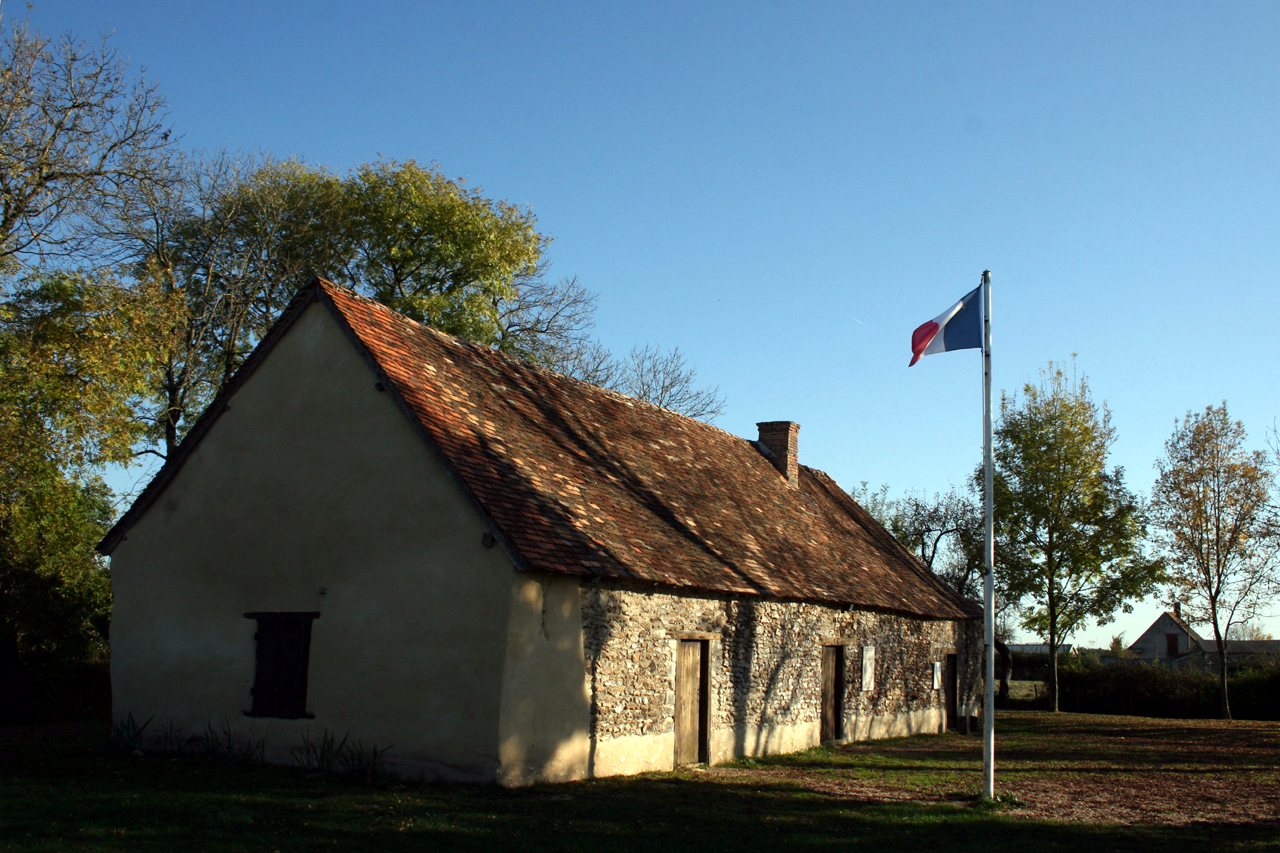
Une maison de la Ligne acadienne, à Archigny.

La Corse est acquise de Gênes en 1768 et Choiseul propose d'y installer les Acadiens. Le projet est pris au sérieux et l'abbé Le Loutre et plusieurs compatriotes y font même une visite officielle en 1769. Un autre projet sérieux mais également abandonné est celui de l'assèchement des marais de Blaye, près de Bordeaux. Choiseul est disgracié en 1770 et est remplacé par le duc d'Aiguillon, le chancelier Maupeou et l'abbé Terray[source insuffisante]. Le marquis de Saint-Victour fait visiter ses terres près d'Ussel à deux Acadiens, qui sont découragés par l'état des lieux. La duchesse de Mortemart propose, elle aussi, des terres incultes dans la région de Montmorillon.
Le marquis de Pérusse des Cars installe des Acadiens à Archigny en 1773.

#### Malouines

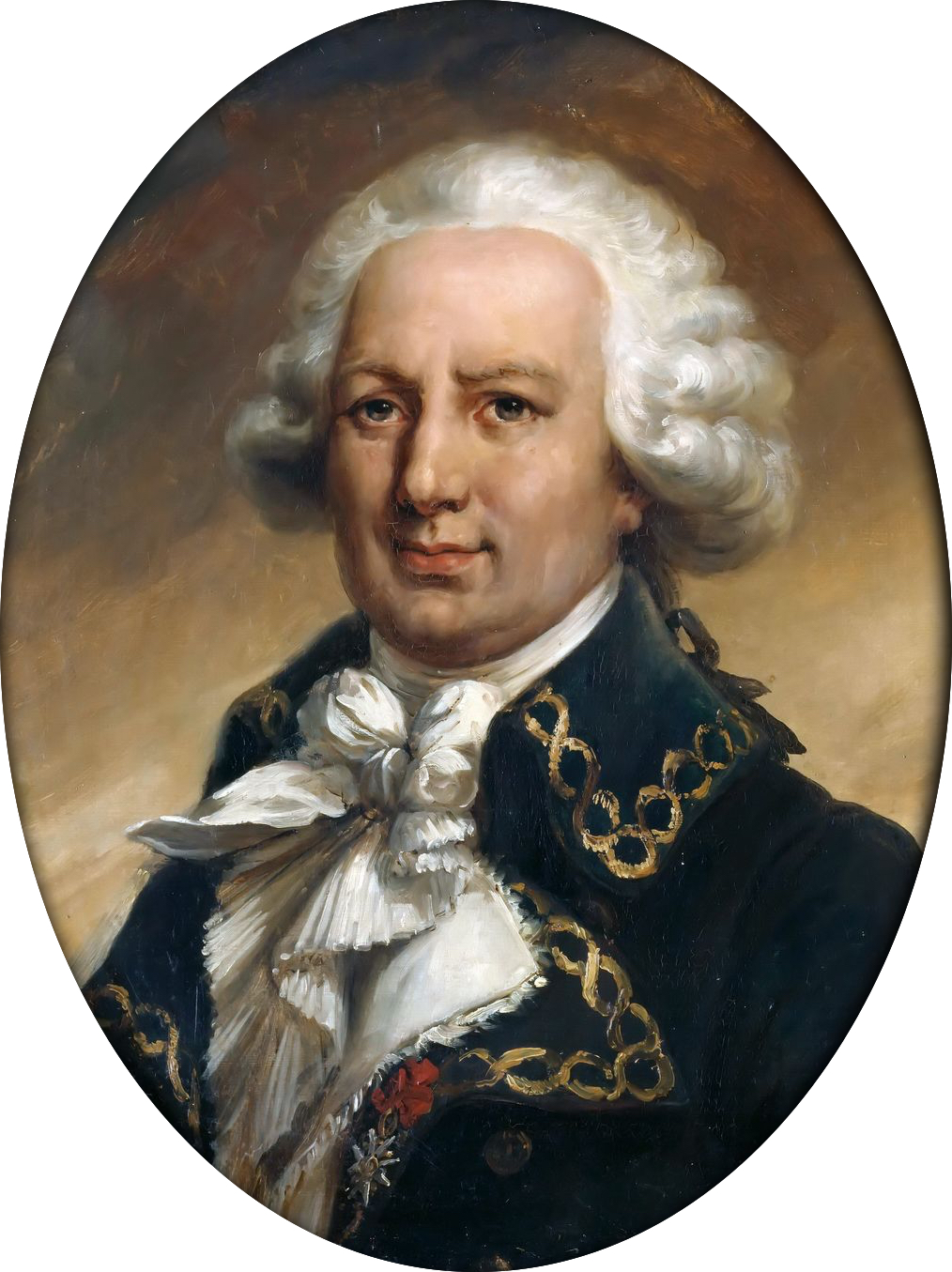
Louis Antoine de Bougainville.

Louis Antoine de Bougainville, impliqué dans la guerre de la Conquête, présente un plan de colonisation des îles Malouines, qui est accepté par le ministre Choiseul. Le 8 septembre 1763, l'Aigle et le Sphinx quitte Saint-Malo avec à leur bords six familles, dont deux acadiennes, ainsi que vingt célibataires acadiens. Les colons défrichent la forêt, construisent un fort et fondent Port-Louis. La colonie est très prospère grâce au climat doux et au bon fourrage. Deux autres vagues de colons arrivent en 1765 et 1766, alors que la colonie fait ses premières exportations.
L'archipel des Malouines est toutefois revendiqué par le Royaume-Uni et l'Espagne et est finalement cédé à l'Espagne le 1er avril 1767. Le roi Louis XV de France permet à la population de rester sous la domination espagnole ou de revenir en France. La plupart des Français s'embarquent à destination de Montevideo le 27 avril alors que quelques personnes, dont une trentaine d'Acadiens, décident rester sur les lieux ; il est possible qu'il y ait toujours des Acadiens aux îles Malouines.

#### Saint-Pierre-et-Miquelon

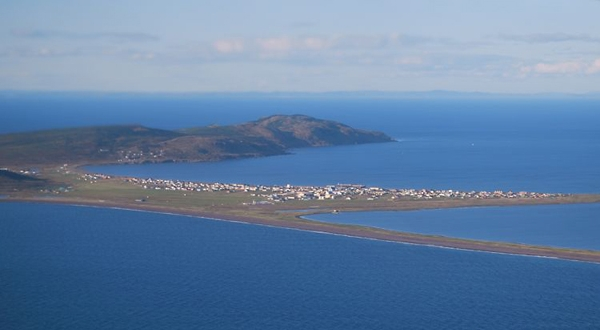
Vue de Miquelon.

Saint-Pierre-et-Miquelon est la seule colonie que la France conserve en Amérique du Nord après la signature du traité de Paris de 1763. En avril de la même année, trois cents Acadiens – certains venant de Boston et d'autres de Saint-Malo – se rendent aux îles à partir de La Rochelle. Choiseul craint alors la surpopulation et propose au gouverneur François-Gabriel d’Angeac de les convaincre de se rendre en Guyane (voir chapitre sur la France).  En 1764, 115 autres Acadiens arrivent de l'île Saint-Jean et de Beaubassin, auxquels s'ajoutent 30 autres de Saint-Malo. En 1765, à cause de la surpopulation, le gouverneur Dangeac déporte des Acadiens à Nantes à bord de la Marie et du Deux-Amis. En 1766, un groupe de 180 réfugiés se rend en Acadie. En 1767, il y a 1 250 habitants à Saint-Pierre-et-Miquelon. Le roi Louis XV de France décide alors d'expulser les Acadiens mais ce sont en tout huit cents personnes qui sont déportées, plus précisément 40 à Saint-Malo, 78 à Brest, 66 à Lorient, 217 à l'île de Ré, Rochefort et La Rochelle, 14 en Louisiane et environ 200 en Acadie. Les Acadiens sont autorisés à revenir à Saint-Pierre-et-Miquelon en 1768. Le 5 mai de la même année, la Créole emmène 37 réfugiés de Saint-Malo. Le 23, la Louise accoste avec 66 Acadiens de Port-Louis et de La Rochelle. Le 18 juillet, c'est la Senac qui débarque 219 Acadiens de Rochefort. La colonie connaît ensuite une certaine prospérité. L'archipel est toutefois pillé et incendié en 1778 à la suite de la guerre d'indépendance américaine. La population s'exile en France mais reprend possession de l'île en 1784. Saint-Pierre-et-Miquelon est prise par les Britanniques en 1793 et ses habitants se réfugient à nouveau en France, jusqu'en 1797. Les îles sont définitivement rendues à la France par le traité de Paris de 1815 et la population se réinstalle, pour de bon, en 1816.

## Retour et rétablissement
La France signe le traité de Paris en 1763, par lequel elle perd toutes ses colonies d'Amérique du Nord à l'exception de Saint-Pierre-et-Miquelon. En 1764, les Britanniques permettent aux Acadiens de revenir s'établir en Acadie, à condition qu'ils prêtent un serment d'allégeance inconditionnelle et qu'ils se dispersent en petites communautés. Des centaines d'Acadiens retournent tout de même d'exil, rejoignant les 2 500 emprisonnés sur place ou ayant parvenus à se cacher dans les bois. Les anciennes terres ayant été concédées aux Planters de la Nouvelle-Angleterre, les Acadiens doivent accepter celles réservées à leur usage par les Britanniques ou fonder de nouveaux villages.
Les terres acadiennes vacantes sont rapidement concédées à des propriétaires britanniques. Les Acadiens sont autorisés à revenir en Nouvelle-Écosse en 1764 mais s'établissent dans de nouveaux villages, à la baie Sainte-Marie, à l'île du Cap-Breton, à l'Île-du-Prince-Édouard ainsi que dans le nord et l'est du territoire qui deviendra le Nouveau-Brunswick en 1784. Les vagues de migrations vers la « Nouvelle-Acadie » se poursuivent jusque dans les années 1820.
Plusieurs Acadiens connaissant le métier de pêcheur, ce qui en incite beaucoup à s'installer au bord de la mer ou le long des cours d'eau. La plupart des Acadiens s'établissent en Nouvelle-Écosse, notamment à Chezzetcook, à Pubnico, à la baie Sainte-Marie, à l'île Madame ainsi qu'à Chéticamp. D'autres désirent s'éloigner des Britanniques et s'installent à l'île Saint-Jean, en particulier à Malpèque et à Rustico. L'île Saint-Jean devient une colonie séparée en 1769 et est renommée l'Île-du-Prince-Édouard en 1799. D'autres choisissent de s'installer sur la partie continentale de la Nouvelle-Écosse, qui devient le Nouveau-Brunswick en 1784. Ils se rendent surtout à la baie des Chaleurs, la Péninsule acadienne, au Madawaska et dans la vallée de Memramcook.
Plusieurs Acadiens sont toutefois expulsés à la suite de leur refus de signer un serment d'allégeance inconditionnelle. Certains s'établissent en Louisiane, les autres à Saint-Pierre-et-Miquelon. En 1767, les Français, sous la pression de la Grande-Bretagne, déportent les Acadiens de Saint-Pierre-et-Miquelon. La plupart choisissent de s'établir en France mais certains retournent en Nouvelle-Écosse, où la plupart occupent illégalement des terres. Ils sont expulsés lorsque les terres sont vendues.
À la suite de la Guerre d'indépendance américaine, des milliers de Loyalistes immigrent en Nouvelle-Écosse, poussant de nombreux Acadiens à se déplacer, notamment ceux de Sainte-Anne-des-Pays-Bas, qui colonisent le Madawaska.

## Réactions
Charles Lawrence a lui-même une haine viscérale des Acadiens, à cause de leur origine française. Il reconnaît tout de même leurs qualités.
Certains militaires  comme John Winslow, avouent que le « devoir qui lui incombe lui est très désagréable et va à l'encontre de sa nature et de son caractère » mais ajoute qu'il ne lui appartient pas « de critiquer les ordres qu'il reçoit mais de s'y conformer ».

## Historiographie
Peu d'historiens s'intéressaient au Grand Dérangement jusqu'à la seconde moitié du XIXe siècle. Jusqu'au début du XXe siècle, le sujet est souvent abordé sous forme de débat car les événements opposaient des anglo-protestants à des franco-catholiques ; les arguments pour ou contre les événements dépendaient donc souvent de la culture ou de la religion de l'auteur. D'ailleurs, si des historiens comme Thomas Chandler Haliburton décrivent un acte de destruction et de désolation, la plupart des historiens anglophones, parmi lesquels James Hannay, tentent de justifier les événements par des raisons stratégiques. Les recherches prirent une tournure plus neutre au cours du XXe siècle mais certains événements comme la déportation de 1758 à l'île Saint-Jean ne furent pas étudiés de façon précise. L'historiographie des événements est toujours influencée par l'étude qu'en firent le clergé catholique au fil des ans. À la fin du XXe siècle, la plupart des études du Grand Dérangement sont dans un contexte plus vaste de l'histoire de l'Acadie. La plupart des chercheurs ont étudié les événements de 1755 et ont accordé moins d'importance aux événements des autres années, tel que la déportation de l'île Saint-Jean, en 1758, l'une des raisons étant que les plupart des Acadiens comptent des déportés de 1755 parmi leurs ancêtres.
Seulement deux journaux intimes datant de l'époque nous sont parvenus, soit celui du lieutenant-colonel John Winslow, bien connu des historiens, et celui du soldat Jeremiah Bancroft, découvert en 2009 et publié en 2013.

## Mythes fondateurs
Le poème Evangéline (1847), de l'Américain Henry Longfellow, a contribué à créer un mythe autour de la déportation. Quoique ce poème revêt une importance considérable dans l'histoire acadienne, il contient de nombreuses imprécisions. Longfellow dépeint d'ailleurs les Acadiens comme un peuple élu, victime de supplices « uniques en l'histoire ». Durant la renaissance acadienne, des auteurs canadiens français tentent de forger l'identité acadienne. Napoléon Bourassa, avec son roman Jacques et Marie, reprend le thème des Acadiens martyrs et Anglais bourreaux. L'historien François-Edme Rameau de Saint-Père, avec ses deux ouvrages La France aux colonies et Une colonie féodale en Amérique, est l'auteur contribuant le plus à l'information sur le Grand Dérangement ; il décrit quant à lui l'un des pires événements de l'histoire et les Acadiens comme des victimes innocentes.
Deux prêtres, Henri-Raymond Casgrain et John C. MacMillan, ont également contribué à créer des mythes ou les perpétuer. Certaines de ces idées persistent jusqu’à nos jours et même des textes plus récents, comme Histoire des Acadiens (1955) de Robert Rumilly, les reprennent sans discernement.

## Le Grand Dérangement et l'identité acadienne
Le Grand Dérangement, en particulier la déportation, a contribué à former l'identité acadienne et son souvenir les a unis malgré leur éparpillement. Dans les années 1880, les membres de l'élite acadienne choisissent des symboles nationaux rappelant la foi catholique et les liens avec la France, ayant survécu au Grand Dérangement. Un parallèle est souvent entre des événements d'actualité et le Grand Dérangement. Le journal L'Évangéline était nommé d'après le poème de Henry Longfellow. Les groupes de musique 1755 et Grand Dérangement rappellent quant à eux les événements par leur nom.

## Reconnaissance et négation

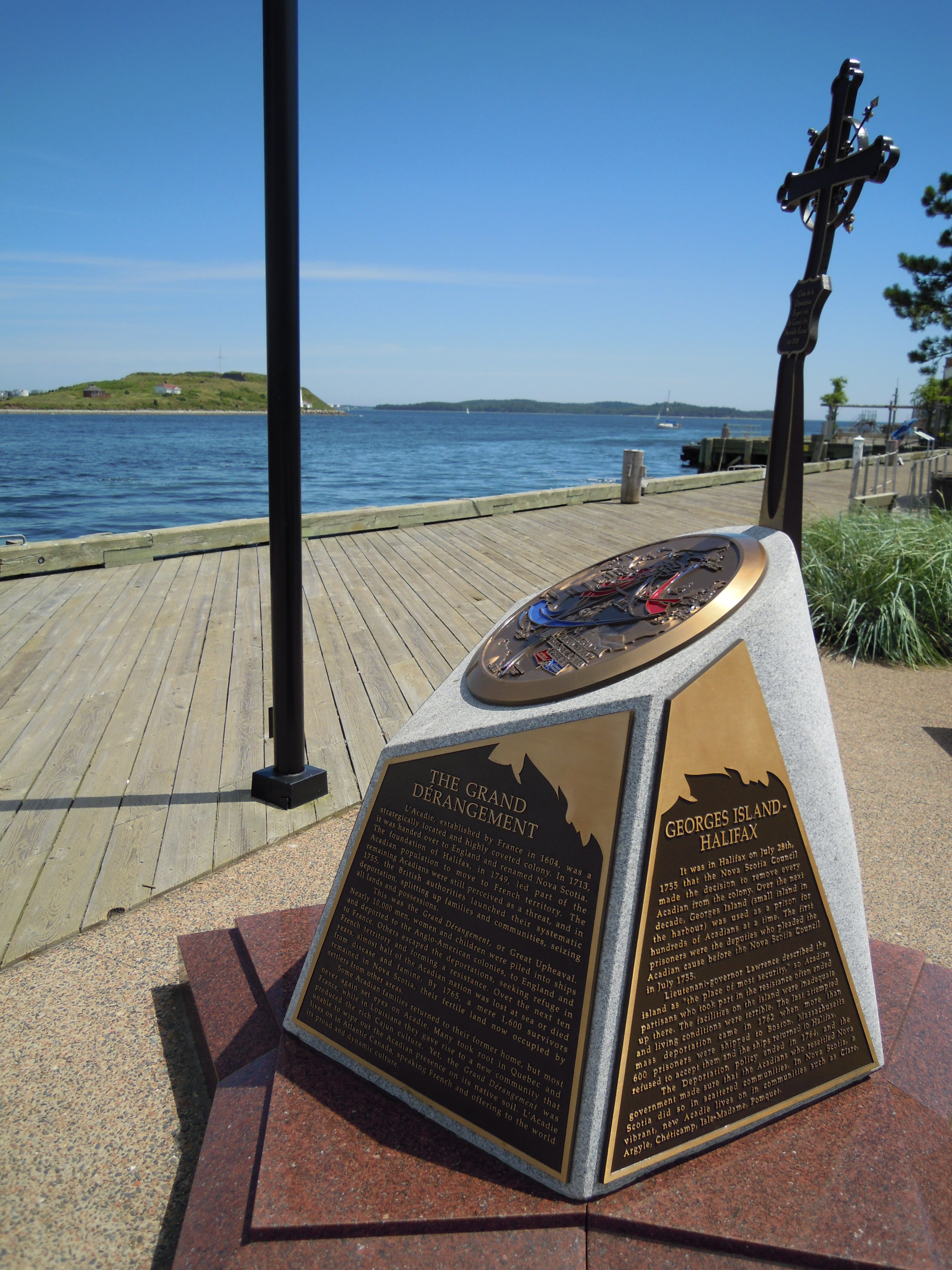
Un monument commémorant le Grand Dérangement devant l'île Georges, à Halifax.

Le centenaire de la déportation des Acadiens, en 1855, ne donne pas lieu à de grandes célébrations, en raison à la situation sociopolitique. L'archevêque d'Halifax, Mgr William Walsh, publie toutefois un mandement soulignant la survivance et la résilience des Acadiens. L'évêque de Saint-Hyacinthe, Mgr Jean-Charles Prince, souligne également l'événement.
Le bicentenaire, en 1955, donne lieu, au contraire, à de grandes célébrations en Acadie, aux États-Unis, en France et au Québec. On y organise des célébrations religieuses, des défilés de chars allégoriques, des ralliements patriotiques, des pièces de théâtre et des concerts, entre autres. Les célébrations culminent par la XIe Convention nationale acadienne et une grande messe pontificale à Grand-Pré le 15 août.
Les fêtes du 250e anniversaire, en 2005, donnent lieu à de nombreuses célébrations et cérémonies, notamment à Grand-Pré, ainsi que le dévoilement des premiers monuments de la série L'Odysée acadienne. De nombreux monuments ou plaques commémorent aujourd'hui le Grand Dérangement. 
L'église-souvenir de Grand-Pré, inaugurée en 1930, reste le monument le plus connu. Grand-Pré devient un lieu historique national en 1961 et un site du patrimoine mondial en 2012.
En 1988, L'Acadie nouvelle publie l'éditorial La Grande-Bretagne nous doit des excuses, de Nelson Landry. En 1990, Warren Perrin, un avocat cadien, lance un projet de demande d'excuses au Royaume-Uni. À partir de 1999, le dossier prend de l'ampleur et soulève un débat à la fois chez la population acadienne et les gouvernements du Nouveau-Brunswick et du Canada. La Société nationale de l'Acadie est aussi très impliquée dans le débat. La Proclamation royale de 2003 reconnaît officiellement les torts causés par le Grand Dérangement, en plus de faire du 25 juillet la « Journée de commémoration du Grand Dérangement ».
Une minorité d'anglophones extrémistes continuent toutefois de nier l'existence du Grand Dérangement, voire d'en faire l'apologie. Ils accusent les organisateurs d'événements de commémoration, de même que les artistes mentionnant le Grand Dérangement dans leurs œuvres, de racisme envers les anglophones. Les négationnistes de l'histoire acadienne considèrent en effet les commémorations acadiennes comme une attaque à la culture anglophone.

## Dans la culture

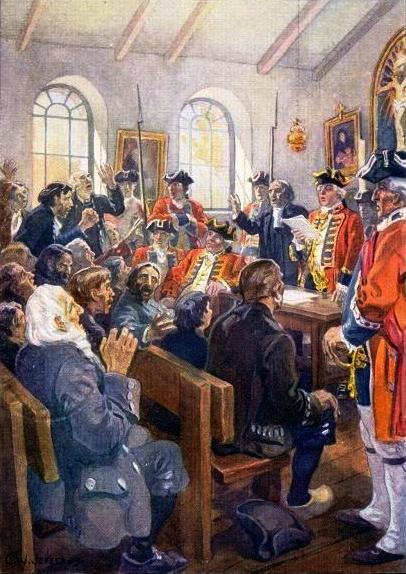
Lecture de l'ordre de déportation, C.W. Jefferys (1916).

Le poème Evangéline, de l'auteur américain Henry Longfellow, connait un succès planétaire après sa publication en 1847. Le poème raconte l'histoire d'Évangéline Bellefontaine partant à la recherche de son fiancé, Gabriel Lajeunesse, duquel elle a été séparée à la suite de la déportation. Des années plus tard, elle abandonne ses recherches et devient religieuse à Philadelphie, où elle retrouve Gabriel, mourant. Cette œuvre contribue largement à la renaissance acadienne et à la popularisation du récit du Grand Dérangement, quoique de façon romancée.
Le roman Martyr d'un peuple (1927), du Français Léon Ville, s'inspire de la mutinerie du Pembroke.
De nombreux musiciens et artistes visuels se sont inspirés du Grand Dérangement, et plus particulièrement de la déportation,.
Plusieurs films du cinéaste acadien Phil Comeau explorent la déportation et la diaspora acadienne mondiale, dont celle de la Louisiane avec le film "Zachary Richard, toujours batailleur" (2016)https://ici.radio-canada.ca/nouvelle/814263/acadie-zachary-richard-toujours-batailleur-phil-comeauhttps://www.acadienouvelle.com/arts-et-spectacles/2016/11/18/consecration-phil-comeau-ficfa/ , celle du Québec avec la série "Les Acadiens du Québec, avec Fred Pellerin" (2011)https://ici.radio-canada.ca/nouvelle/579237/lancement-film-acadiens-quebec, et celle de la France avec trois films "Belle-Ile-en-Mer, île bretonne et acadienne" (2016)https://quebeccinema.ca/films/belle-ile-en-mer-ile-bretonne-et-acadienne, "Belle-Ile en Acadie" (2019)https://ici.radio-canada.ca/nouvelle/1775611/film-belle-ile-en-acadie-phil-comeau-descendants-acadiens et "Racines, diaspora & guerre" (2023)https://www.acadienouvelle.com/arts-et-spectacles/2023/03/23/le-nouveau-film-de-phil-comeau-en-premiere-mondiale-en-france/.